# Jiří Přívratský
Jiří Přívratský (Ostrava, 13 de octubre de 2001) es un deportista checo que compite en tiro, en la modalidad de rifle.
En los Juegos Europeos de Cracovia 2023 consiguió dos medallas, plata en rifle 3 posiciones 50 m y bronce en rifle 10 m. Ganó una medalla de bronce en el Campeonato Europeo de Tiro de 2022, en rifle 3 posiciones 50 m.

## Palmarés internacional
| Juegos Europeos    | Juegos Europeos     | Juegos Europeos   | Juegos Europeos         |
| Año                | Lugar               | Medalla           | Prueba                  |
| ------------------ | ------------------- | ----------------- | ----------------------- |
| 2023               | Breslavia (Polonia) | Medalla de plata  | Rifle 3 posiciones 50 m |
| 2023               | Breslavia (Polonia) | Medalla de bronce | Rifle 10 m              |
| Campeonato Europeo |                     |                   |                         |
| Año                | Lugar               | Medalla           | Prueba                  |
| 2022               | Breslavia (Polonia) | Medalla de bronce | Rifle 3 posiciones 50 m |